# Saša Dončić
Saša Dončić, slovenski košarkar in trener, * 14. junij 1974, Šempeter pri Gorici, Slovenija. 
Saša je igral košarko na mestu krila ali visokega branilca. Kot igralec je bil aktiven od 1993 in do 2010. Potem se je posvetil treniranju drugih. 

## Igralna kariera

### Klubska
Začel je na Jesenicah, kjer je treniral in igral 7 let pod vodstvom trenerja z vzdevkom Grizli. Po končani osnovni šoli je šel v svet. Začel je v ljubljanski Iliriji, nadaljeval v Postojni in Idriji. Preboj je dosegel z dobrimi igrami pri Pivovarni Laško v letih 1996 in 1999. Zatem je zamenjal številne klube, bil med drugim pri Krki in Slovanu, nato eno sezono, 2007–08, tudi pri Olimpiji in tam slavil naslov slovenskih prvakov.

### Reprezentanca
Leta 2004 je odigral dve tekmi za Slovenijo v kvalifikacijah za EP 2005. To sta bila njegova edina nastopa za državno selekcijo.

## Trener
Leta 2010 je po dveh desetletjih aktivnega igranja zaključil igralsko kariero in se posvetil treniranju. V 2012–13 je bil trener v Škofji Loki, toda po nizu porazov je bil zamenjan. V letu 2015 je bil trener pomočnik v slovenski B reprezentanci. Od leta 2015 je treniral košarkarje Ilirije. Tam so začeli na dnu, in se v prvem letu preko tretje prebili v drugo slovensko ligo. Pri tem ima pomoč izkušenih košarkarjev kot so Goran Jagodnik, Stipe Modrić in Jasmin Hukić. V drugem letu, sezoni 2016–17, so postali zmagovalci druge lige in se tako uspeli prebiti v prvo slovensko ligo. Preboj iz 3. v 1. slovensko ligo jim je uspel v 3 letih brez poraza na tekmah.
21. junija 2019 je podpisal pogodbo za trenerja Košarkaškega kluba Šentjur. Zaradi slabih rezultatov v ligi (dve zmagi in pet porazov) je bil odpuščen 14. novembra 2019.

## Osebno
Poročen je bil z Mirjam Poterbin. Leta 1999 se jima je rodil sin Luka Dončić, ki je tudi košarkar. Preden je nadaljeval s treniranjem se je lotil tudi gostinstva in nekaj časa celo vozil taksi.
Po dolgoletni zvezi z Nikolino Dragičević se jima je leta 2017 rodila hčerka Tijana.